# Ericeia goniosema
Ericeia goniosema är en fjärilsart som beskrevs av George Francis Hampson 1922. Ericeia goniosema ingår i släktet Ericeia och familjen nattflyn. Inga underarter finns listade i Catalogue of Life.